# Bialogue
Bialogue, uma junção das palavras inglesas para bissexual e diálogo, também referida por biálogo, é um grupo ativista americano que começou na cidade de Nova York, trabalhando em questões de interesse local, nacional e internacional para as comunidades bissexuais, fluidas, pansexuais, identificadas como queer e seus aliados.  A missão da Bialogue é dissipar mitos e estereótipos sobre a bissexualidade, abordar a bifobia e o apagamento bissexual, educar o público sobre os fatos e realidades da bissexualidade e defender a comunidade bissexual. Seu slogan é "Tomar ação, não apenas ofender".

## História
O Bialogue foi fundado em 2005 e é a fusão de dois grupos ativistas/políticos mais antigos da cidade de Nova York: BiPAC e Coalition for Unity and Inclusion.
Fundado em 1989, o BiPAC (abreviação de "Bisexual Political Action Committee") foi um grupo político ativista explicitamente militante dedicado a enfrentar e erradicar a bifobia e o apagamento bissexual. Além do trabalho com as questões exclusivas da comunidade bissexual da cidade de Nova York, o BiPAC também trabalhou em conjunto com outros grupos LGBT e progressistas da cidade de Nova York, incluindo ACT UP, Queer Nation, Irish Lesbian and Gay Organization, Children of the Rainbow, Por Los Niños e a Coalition for a District Alternative (CoDA).
A Coalizão para Unidade e Inclusão (fundada em 2000) foi uma coalizão de ativistas bissexuais e transgêneros que obteve o apoio de diretores reformistas das organizações LGBT mais tradicionais, políticos liberais e da comunidade bissexual e transgênero de base. Eles utilizaram táticas como campanhas de redação de cartas, campanhas de petição e uma inovadora "campanha de feedback" para atingir seus objetivos.
O ímpeto original para fundar o BiPAC e a Coalition for Unity and Inclusion foi combater casos de bifobia flagrante dentro da mais ampla comunidade LGBT da cidade de Nova York. Bialogue, que surgiu em resposta à discussão sobre o 'Estudo Bailey' que tentou invalidar a bissexualidade. O grupo sempre trabalhou em estreita colaboração com organizações bissexuais estabelecidas como a BiNet USA, a Fundação Bisexual e o Centro de Recursos Bissexuais, bem como grupos LGBT mainstream como GLAAD.